# راس حبل الولي (السياني)

تعديل مصدري - تعديل

راس حبل الولي محلة تابعة لقرية المعزبة، التابعة لعزلة عميد الداخل بمديرية السياني إحدى مديريات محافظة إب في الجمهورية اليمنية.، بلغ تعداد سكانها 59 حسب تعداد اليمن لعام 2004.